# KKK Radnički
O Kragujevački košarkaški klub Radnički (em sérvio:  Крагујевачки кошаркашки клуб Раднички), conhecido também apenas como KKK Radnički, é um clube de basquetebol baseado em Kragujevac, Sérvia que atualmente disputa a KLS. Manda seus jogos no Ginásio Jezero com capacidade para 3.750 espectadores.

## Histórico de Temporadas
| Temporada | Nível | Liga  | Pos. | J     | PL | Resultado |
| --------- | ----- | ----- | ---- | ----- | -- | --------- |
| 2017-18   | 1     | KLS   | 13   | 7-19  |    | Rebaixado |
| 2018-19   | 2     | 2.MLS | 9    | 13-13 |    |           |

fonte: eurobasket.com

## Títulos

### Competições domésticas
- Liga Sérvia de Basquetebol (quarta divisão)

Campeão (1): 2015-16 (Grupo Oeste 2)